# Tre trấu dài
Tre trấu dài (danh pháp: Bambusa longispiculata) là một loài tre có nguồn gốc từ Bangladesh và Myanmar, nhưng được trồng rộng rãi ở nhiều quốc gia khác bao gồm cả Úc. Nó có thể phát triển đến chiều cao 10 m và độ dày 5 cm và được Gamble miêu tả khoa học đầu tiên năm 1906.